# Chris Trousdale
 (février 2011).
Si vous disposez d'ouvrages ou d'articles de référence ou si vous connaissez des sites web de qualité traitant du thème abordé ici, merci de compléter l'article en donnant les références utiles à sa vérifiabilité et en les liant à la section « Notes et références ».
Christopher Ryan Trousdale, dit Chris Trousdale, né le 11 juin 1985 à New Port Richey (Floride) et mort le 2 juin 2020 à Burbank (Californie), est un chanteur de pop, danseur et acteur américain. Il a été membre du groupe Dream Street.

## Biographie
En 1999, Chris Trousdale intègre les Dream Street, une bande d'ados garçons, avec Gregory Raposo, Matthiew Ballinger, Frank Galasso et Jesse McCartney. La première semaine, leur album s'est vendu à un million de copies à travers le pays.
En 2002, il a joué avec son groupe le rôle principal dans un Disney Channel Original Movie, The Biggest Fan, puis la bande se sépare à cause d'un conflit entre les membres du groupe et leurs parents. Chris Trousdale enregistre alors en solo Kissless Christmas et Wild Christmas pour un album de Noël.
Il se produit alors dans divers shows, notamment pour un spectacle de charité. Il sortit quelques chansons telles que Play it like that.
Chris Trousdale a eu un grand succès sur les ondes de Radio Disney via son duo avec les jeunes filles du groupe Play (interprétation de I'm Gonna Make You Love Me) et l'artiste solo Nikki Cleary (remake de la piste Grease : You're The One I Want).
Il a fait également un duo avec Anna Sundstand, membre de Play, un groupe avec lequel il avait déjà chanté. Le duo s'intitule If only. 
Il meurt de COVID-19 dans un hôpital de Burbank lors de la pandémie de COVID-19 en Californie.

## Chansons
- I'm Gonna Make You Love Me (play feat. Chris Trousdale)
- Wild Christmas
- The Dream Is Gone
- Love's gonna getcha
- Play it like that
- Kissless Christmas
- Tongue Ring
- Let Me Let Go
- Kissing You Goodbye
- You Can Count On Me
- You're The One That I Want (Grease Cover)
- If Only (Chris Trousdale feat. Anna Sundstrand)
- Turn It Up
- When You Dance With Me
- Not Too Young (chanson pour Shake It Up)
- Dance For Love
- Summer
- If I Loved You (Carousel Cover)
- It Was Love

## Filmographie
- 2000 : La Force du destin (All My Children) (1 épisode) : lui-même
- 2000 : All My Children, The Summer of Seduction (États-Unis : titre promotionnel)
- 2001 : Dream Street: Live : Performance
- 2002 : The Biggest Fan : lui-même
- 2002 : The Miss Teen USA Pageant : Performance
- 2002 : All That (1 épisode) : lui-même
- 2002 : Knubby McFarlin : lui-même
- 2005 : "The Barry Z Show" (2 épisodes) : lui-même
- 2005 : Kings and Cowboys : lui-même
- 2005 : TS Fundraiser : lui-même
- 2006 : The 2006 Tourette Syndrome Celebrity Fundraiser : un danseur
- 2008 : Seducing Spirits : Ed Dines
- 2008 : Sacred Journey : Tony D'Angelo
- 2011 : Shake It Up (Saison 1, épisode 6) : Justin Starr
- 2015 : Austin and Ally